# Iván Werning
Iván Werning (20 de junio de 1974) es un economista argentino que se desempeña como el profesor de Economía Robert M. Solow del Instituto de Tecnología de Massachusetts (MIT), ubicado en Estados Unidos, desde 2014. Es miembro de la Academia Estadounidense de las Artes y las Ciencias desde 2015.

## Biografía
Nacido en Argentina, Werning es licenciado en Economía en la Universidad de San Andrés y obtuvo una maestría por la Universidad Torcuato di Tella. Obtuvo un doctorado en Economía de la Universidad de Chicago en 2002, donde defendió su tesis doctoral «Tributación dinámica óptima» ante los miembros del tribunal, entre los que se hallaban Gary Becker, Robert Lucas, Fernando Alvarez y Pierre-André Chiappori.Tras su doctorado, empezó a trabajar en el  Instituto de Tecnología de Massachusetts.En 2008, The Economist lo describió como uno de los ocho mejores economistas jóvenes del mundo.
Werning suele colaborar con diversos medios de comunicación argentinos como tertuliano de ámbito económico.